# Борково (Вологодская область)
Борково — деревня в Белозерском районе Вологодской области.
Входит в состав Визьменского сельского поселения, с точки зрения административно-территориального деления — в Визьменский сельсовет.
Расстояние по автодороге до районного центра Белозерска составляет 72 км, до центра муниципального образования деревни Климшин Бор — 10 км. Ближайшие населённые пункты — Аристово, Мироново, Рагозино.
Население по данным переписи 2002 года — 4 человека.